# Viskan, Sundsvalls kommun
Viskan är en småort i Stöde socken i Sundsvalls kommun belägen väster om Sundsvall och invid älven Ljungan.

## Historia
I Viskan har funnits ett sågverk, sport- och fritidsaffärer, järnvägsstation vid Mittbanan, mejeri, bank, postkontor, telefonstation, hotell, bageri, cykelaffär, konfektionsaffär, Ica, Konsum och mindre kiosker. Viskansparken var en stor dans- och nöjespark.
Söder om Ljungan, på andra sidan kommungränsen, i Ånge kommun, Torps socken låg tidigare den öppna anstalten Viskananstalten. Anläggningen har senare använts som ett asylboende.

## Viskan på film och i musiken
Filmen Miraklet i Viskan, med Rolf Lassgård och Lia Boysen i huvudrollerna, spelades in bland annat runt det så kallade Långhuset i Viskan år 2013. Huset har dock inte kallats så tidigare utan "Wikströms" efter ägaren och bestod till en början av tre hus som så småningom byggdes ihop till ett. Manuskriptet är skrivet av John O. Olsson speciellt för detta gamla hus, vars avflagnade färg ger ett spöklikt intryck.
Musikvideon för låten Heaven Stay med Takida spelades också in i nämnda långhus, och släpptes 2011.